# بژژنگتسا بخاوسکا-کولونگا
بژژنگتسا بخاوسکا-کولونگا (به لهستانی:  Brzeźnica Bychawska-Kolonia) یک روستا در لهستان است که در گمینا نگچویادا واقع شده‌است.